# Literatura em língua vêneta
A literatura em língua vêneta tem suas raízes na produção de textos poéticos e prosa em vernáculo, que se produziu na área correspondente ao entorno do Vêneto a partir do século XII. A literatura vêneta, depois de um primeiro período de esplendor no século XVI com artistas como Angelo Beolco ("o Ruzante"), alcançou seu máximo apogeu no século XVIII, graças à obra de seu máximo expoente, o dramaturgo Carlo Goldoni. Posteriormente a produção literária em língua vêneta entrou em um período de declínio após a queda da República de Veneza, conseguindo, mesmo assim, atingir picos de beleza artística durante o século XX com grandes poetas líricos como Biagio Marin de Grado.

## As origens

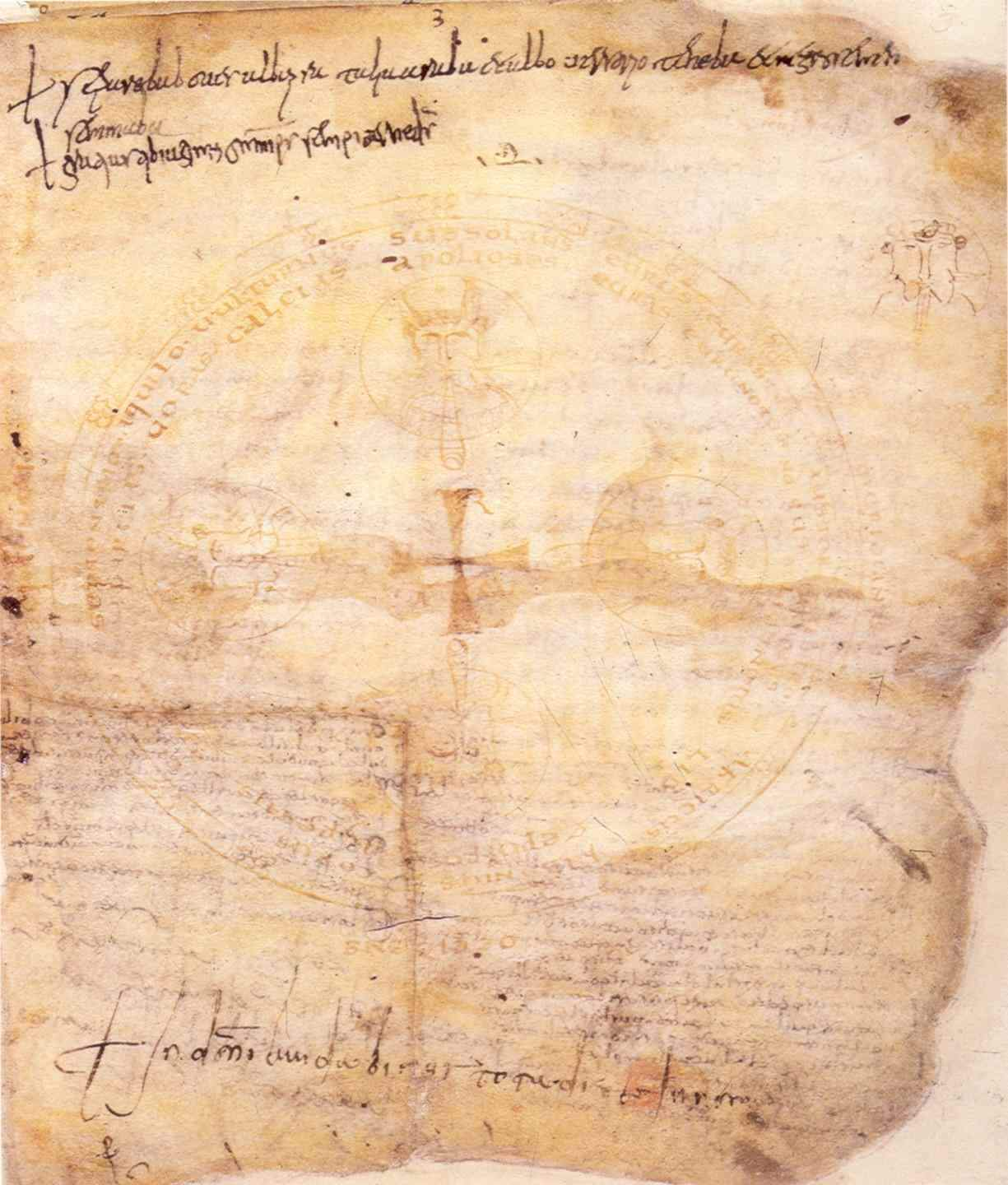
O pergaminho que se refere ao texto Indovinello veronese.

O primeiro testemunho do nascimento da língua vêneta (e italiana) vulgar é o Indovinello veronese, que data de fins do século VIII e começos do século IX, escrito em uma língua situada entre o latim e o vernáculo. Na área vêneta, o primeiro fragmento totalmente em vernáculo remonta ao ano 1100, ao Ritmo bellunese, que trata da Conquista do Castelo de Ard. Também datam do século XII os versos de amor da canção Quando eu stava in le tu' cathene.

## Século XIII
Nesse século se assiste no Vêneto a uma explosão de ensaios destinados a satisfazer os gostos literários das classes urbanas emergentes. Particularmente notável é a produção da Escola Veronense, principalmente com Giacomino de Verona, autor do poema em duas partes De Jerusalem celesti e De Babilonia civitate infernali. Da área de Pádua (mas de acordo com alguns autores seria de Treviso) é o Lamento della Sposa Padovana ou Bona Padovana çilosia de autoria desconhecida, no qual uma jovem noiva chora pelo futuro marido que partiu para as Cruzadas, rejeitando qualquer outro conforto a não ser a memória dele.

## O Trecento
Para todo o século XIV, o centro da produção literária vêneta continua a ser Pádua e a corte carraresa. Nesse século surgem a Bíblia Histórica de Pádua e é traduzido do latim um tratado de medicina originalmente em árabe, o Livro Agregado de Serapião. Por suas características expressivas, são dignos de nota os sonetos em paduano rústico de Marsilio de Carrara e de Francesco di Vannozzo. Ainda na capital da Marca zoiosa existia um ativo centro de produção literária, na qual ao vulgar trevisano era acompanhado do toscano e do provençal: do final desse século é a célebre Canson contra o amor de Auliver, escrita em um trevisano arcaico muito mais próximo ao bellunense que ao veneziano. Testemunhar o florescimento e a variedade do veneziano vulgar do Trecento è la cosi detta Tenzone dei tre volgari contida no Canzoniere de Nicolò de Rossi, no qual o trevisano alterna entre o veneziano e o paduano. Entre os componentes de caráter historiográfico destaca-se a Cronaca de la guera tra Veniciani e Zenovesi de Daniele da Chinazzo sobre a guerra de Chioggia, ocorrida entre 1379-1381.
Originalmente as obras do Trecento são aquelas que recebem o nome de literatura franco-vêneta, caracterizadas por uma mistura singular entre i vêneto vulgar e o francês medieval. Entre as obras mais notáveis estão a 'Entrée d'Espagne, de autoria anônima, e sua continuação, La prise de Pampelune de Nicolau de Verona.

## O Quattrocento
A partir do Quattrocento Veneza começa a fazer sentir a própria influência em todo o Vêneto e além, graças ao proeminente papel político que possuía e ao florescimento de sua atividade cultural (já no fim do século terão sido publicados em Veneza cerca de dois milhões de volumes). Entre os mais importantes autores dessa região nesse século está Leonardo Giustinian, criador da Canzonette e dos Strambotti, obras de caráter amoroso de Âmbito popular e citadino, escritas em um veneziano culto e elegante, dotado de intrínseca musicalidade e de numerosas sugestões literárias. Em Pádua trabalha Iacopo Sanguinacci, herdeiro da tradição cortesã de Francesco di Vannozzo e de Antonio Beccari. A partir dos anos sessenta começa a impor-se a poesia satírica, com autores como o veronês Giorgio Sommariva e o veneziano Antonio Vinciguerra. 
Nesse mesmo período começam a circular numerosos sonetos em paduano e em veronês de ambientação rústica, mas de evidente matriz literária citadina e um gênero teatral como os Mariazi, a farsa em rima que coloca em cena a luta entre os diversos pretendentes à mão de uma mulher, e que já prenunciava a emergência, no século seguinte, do gênio do Ruzante. Ainda na mesma época, autores anônimos realizam duas traduções em vêneto de romanzo di Tristano, conhecido como Tristano Veneto e Tristano Corsiniano.

## O Cinquecento
O Cinquecento é o século no qual o gênero teatral atinge a maturidade. Enorme é o sucesso da comédia de Angelo Beolco (1500-1542), dito o Ruzante, escrita em paduano rústico, que representa de maneira muito eficaz o mundo quotidiano dos camponeses pobres, com suas alegrias, seu desespero e a luta constante contra a injustiça e a hipocrisia dos poderosos. A linguagem rústica do Ruzante é então absorvido pelo poeta Giambattista Maganza Magagno, dito Magagnò, autor, junto com dois poetas vicentinos Agostino Rava e Bartolomeo Rustichello da Rime di Magagnò, Menon e Begotto in lingua rustica padovana.
Um fenômeno linguístico bem interessante ocorre na obra de Andrea Calmo (1550-1571); em suas peças personagens interagem com sua própria língua ou dialeto, uma Babel linguística certamente não muito diferente de Veneza naquela época, um centro de comércio e trânsito para pessoas de todas as línguas e países.
No âmbito da poesia erótica, teve sucesso Pietro Aretino (que passou em Veneza a segunda parte de sua vida), distingue-se Maffio Venier (1550-1586), conhecido entre outras coisas por suas diatribes em versos com a poetisa veneziana Veronica Franco.
Outras obras desse período são a comédia anônima La Venexiana, redescoberta apenas em 1928, e o poema anônimo La guerra de Nicolotti e Castellani dell'anno 1521, que descreve a tradicional guera dei pugni veneziana, na qual duas facções rivais, os Nicoloti e os Castelani se enfrentavam na Ponte dei Pugni.
Dessa época também é a tradução em vêneto de La navigazione di San Brandano, feita por uma autor anônimo.

## Século XVII
Durante o século XVII, a poesia em toda a região do Vêneto dá grandes resultados. Um poeta digno de nota nesse período é Dario Varotari o Jovem, filho do pintor Alessandro Varotari e autor ainda de doze sátiras em língua vêneta. De 1693 é a tradução em vêneto do poema Jerusalém libertada de Torquato Tasso e a obra de Tomaso Mondini, intitulada El Goffredo del Tasso cantà alla barcariola.

## Século XVIII

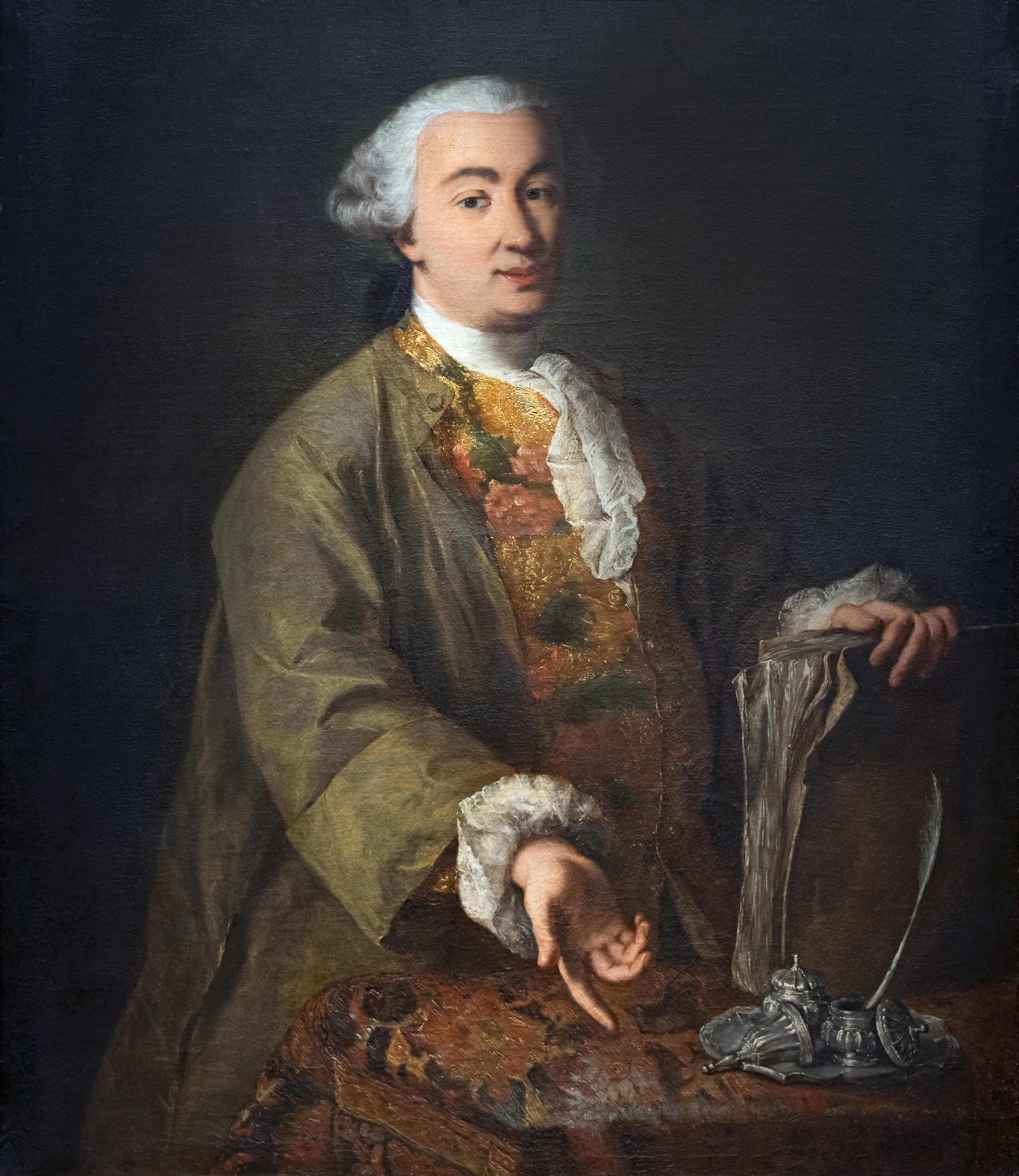
Carlo Goldoni

No século XVIII, Veneza, ao mesmo tempo em declínio e forçando uma cuidadosa política de neutralidade, conhece uma época de incrível florescimento das artes. Na literatura, com Carlo Goldoni (1707-1793), atinge o ponto mais alto de sua história. A reforma goldoniana do teatro fez evoluir a commedia dell'arte, tendo como foco o entrelaçamento da história e baseada unicamente na cena, deixando muito espaço para improvisação na comédia e "caráter" dos personagens, destacando seus vícios e suas virtudes. Das muitas peças escritas por Goldoni em língua vêneta, vale a pena mencionar, pelo menos, I rusteghi, Le baruffe chiozzotte e Sior Todero brontolon. Goldoni também é autor de numerosos poemas em veneziano e em italiano.

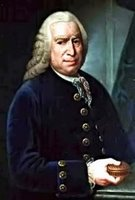
Giorgio Baffo

Na mesma linha de Maffio Venier dois séculos antes, com o tema da poesia erótica, Giorgio Baffo (1694-1768), autor de numerosos poemas licenciosos, mas muitas vezes polêmicos com o assunto da corrupção desenfreada da cidade de Veneza, especialmente do clero. Muito crítico com relação a Goldoni, faz uma diatribe com ele em versos por ocasião da representação do Filósofo Inglês, escrito por este último. Guillaume Apollinaire, que irá traduzir alguns de seus poemas ao francês, descreveu-o como "o maior poeta priápico que já existiu, mas ao mesmo tempo, um dos maiores poetas líricos"
.
Outro protagonista fundamental do Setecentos veneziano é o poeta Anton Maria Lamberti (1757-1832), autor de numerosas e célebres "canzonettas venezianas", das quais a mais conhecida é, provavelmente, La biondina in gondoleta, musicata de Johann Simon Mayr. Também vale a pena mencionar as duas traduções da Ilíada de Homero por parte de Giacomo Casanova e Francesco Boaretti. Outros importantes autores entre o fim do Setecentos e o começo do Oitocentos são Anton Maria Labia, autor de inteligentes sátiras conservadoras em defesa da moral; Lodovico Pastò, que em seus ditirambos elogia respectivamente a polenta e o vinho raboso de Bagnoli di Sopra, além dos poetas Francesco Gritti e Pietro Buratti.

## Século XIX

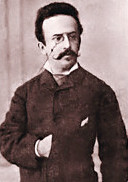
Giacinto Gallina

Após a queda da República de Veneza por obra de Napoleão Bonaparte e da passagem pelo Império Austríaco, mesmo a produção literária em língua vêneta sofre um declínio acentuado e, em geral, o nível das obras de arte não se compara com o do século anterior. Existem no entanto alguns autores interessantes, como Giacinto Gallina (1852-1897), que ergue o teatro em dialeto veneziano, em crise após a morte de Goldoni. 
No campo poético são dignos de menção Jacopo Vincenzo Foscarini, Camillo Nalin, Antonio Negri, Pietro Pagello, Attilio Sarfatti e Riccardo Selvatico, que também foi prefeito de Veneza no final do século. Mesmo dois conhecidos autores de peças teatrais e libretistas em italiano, Arrigo Boito e Francesco Maria Piave, ocasionalmente escrevam em língua vêneta, com resultados nada desprezíveis, como l'Elogio de la polenta de Boito e a canzonetta La regata veneziana de Piave, musica de Gioachino Rossini. Também durante esse período, o historiador da arte Gianjacopo Fontana traduz ao veneziano del Evangelho segundo Mateus.

## Século XX
Já no século XIX, com o fim da Veneza independente, esta foi perdendo a sua hegemonia no campo cultural. Esse fenômeno, no entanto, é muito mais evidente no século XX, com o surgimento de vários grandes poetas em dialeto, quase todos não-veneziano. O maior poeta em língua vêneta do século XX é, provavelmente Biagio Marin (1891-1985), que escreve em uma variedade particular do veneziano falado em Grado, sua cidade natal. São também importantes o veronês Berto Barbarani (1872-1945), el triestino Virgilio Giotti (1885-1957), o vicentino Eugenio Ferdinando Palmieri (1903-1968), o trevisano Ernesto Calzavara (1907-2000) e Giacomo Noventa (1898-1960) de Noventa di Piave. Cada um deles se expressou em dialeto próprio e, portanto, contribui para enriquecer a cultura do Vêneto, anteriormente centrada quase exclusivamente em Veneza, trazendo suas próprias características e especificidades das muitas culturas locais dessa região. O trevisaono Andrea Zanzotto (nascido em 1921) chega mesmo a elaborar uma linguagem artificial, o petèl, inspirada no modo em que os adultos costumam mimar os bebês. Nos últimos anos o poeta Nereo Zeper traduziu ao triestino o Inferno de Dante.
No teatro o maior autor desse período é o poeta e dramaturgo veneziano Domenico Varagnolo (1882-1949), que dá ao teatro veneziano um forte impulso inovador. Na esteira de Varagnolo encontra-se o veronês Renato Simoni (1875-1952) e o mantovano Gino Rocca (1891-1941), que mesmo não sendo venezianos produziram obras teatrais de bom nível em língua vêneta. Entre os autores de comédia em dialeto triestino figura o duo Carpinteri & Faraguna, talvez mais conhecido pela série de volumes da Maldobrìe, coleção de estórias e contos do ambiente zuliano-dálmata.
O escritor mais representativo da época talvez seja o vicentino Luigi Meneghello (1922-2007), cujo romance Libera nos a Malo considerada uma das obras mais importantes do século XX, tanto para a cultura vêneta, quanto para a italiana em geral. Meneghello, em suas obras escritas em italiano literário contaminado pelo dialeto vicentino e recheadas de citações em inglês, pinta um panorama do ambiente camponês de Malo, sua terra natal, descrevendo as milhares de anedotas da vida quotidiana, sempre tentando capturar a veia humorística de uma sociedade camponesa que encontra-se em vias de desaparecer. 